# Tokyo (песня Дэнни)
Tokyo — песня популярного шведского исполнителя Дэнни Сауседо. Вышла 14 февраля 2007 года. Входит в альбом «Heart Beats». Песня достигла четвёртого места в шведском трек-листе 24 февраля 2007 года и оставалась там течение шести недель. Песня достигла первого места в шведском чарте синглов 22 февраля 2007 года. В России песня также была очень популярной: она достигла 1 места в чарте ЕвроХит Топ-40 и 36 места в чарте ТопХит.

## Положение в чартах
| Чарт                    | Позиция |
| ----------------------- | ------- |
| Швеция (Топ Лист)       | 1       |
| Трек-лист               | 4       |
| Финляндия               | 9       |
| Россия (ЕвроХит Топ-40) | 1       |
| Россия (ТопХит)         | 36      |

## Версии
1. Radio Version — 3:15
2. Spanish Version — 3:15
3. Japanese Version (припев) — 3:15
4. Extended Version — 5:33
5. Remix Version — 7:20